# Procediments administratius especials
Els procediments administratius especials són aquells procediments administratius que es regulen per disposicions especials a les que contempla el Títol VI de Llei 30/1992 de 26 de novembre de règim jurídic de les administracions públiques i del procediment administratiu comú. La llei especifica, que si bé no s'eliminen, si que obliga a que siguin substituïts per ajustar-se a les regles del procediment administratiu comú contingut en el Títol VI de la llei 30/1992.
De totes maneres, la mateixa llei, especifica en les seves disposicions addicionals una relació de determinats procediments especials en els quals no s'aplica el text legal:
- Procediments administratius en matèria tributària pels quals es determina l'aplicàció supletòria de la llei 30/1992, o sigui la disposició addicional cinquena.
- La impugnació d'actes de la Seguretat Social i atur, així com els actes de recaptació de la Seguretat Social.
- La imposició de sancions per alteracions en l'ordre social i per estendre les actes de liquidació de la Seguretat Social. S'aplica la disposició addicional setena.
- Els procediments disciplinaris en relació al funcionariat.S'aplica la disposició addicional vuitena.
- Els procediments realitzats per estrangers de països que no siguin membres de la Unió Europea realitzades davant les missions diplomàtiques i/o oficines consulars. S'aplica la disposició addicional onzena.
- Els procediments regulats per la llei 4/2000 d'11 de gener que regula els drets i llibertats dels estrangers.[2] S'aplica la disposició addicional dinovena.